# Key Investments

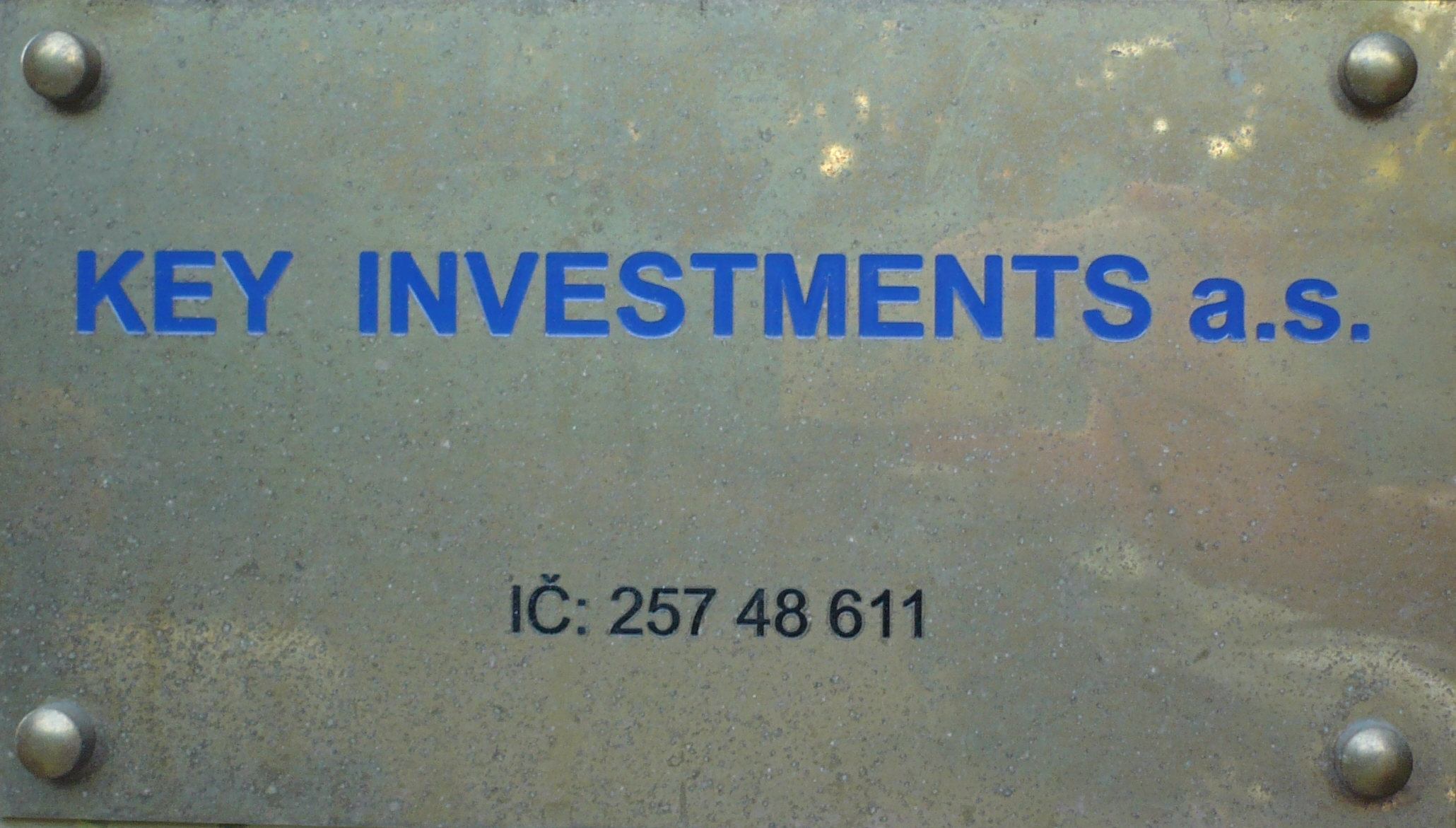
Key Investments

KEY INVESTMENTS a.s. je česká společnost zaměřená na obchodování s cennými papíry a správu aktiv. Od založení v roce 1999 až do prosince 2004 působila pod obchodní firmou SI Asset Management, a.s.
27. srpna 2003 společnost uzavřela s MČ Praha 6, kterou zastupoval starosta Tomáš Chalupa (ODS), smlouvu o obhospodařování investičních nástrojů. Smlouva umožňovala pouze nákup dluhových cenných papírů, kterým byl ratingovou agenturou Moody's Investors Service nebo jejím afilačním partnerem přidělen rating v investičním pásmu.
V roce 2004 se stal předsedou dozorčí rady Jaroslav Daňhel (v té době člen představenstva SK Slavia Praha - fotbal a.s.), kterého však po několika měsících nahradil jeho kolega z VŠE Petr Dvořák. Od července 2004 byl předsedou představenstva společnosti Daniel Brzkovský.
20. října 2005 společnost uzavřela s Hornickou zaměstnaneckou zdravotní pojišťovnou (HZZP) smlouvu o obhospodařování investičních nástrojů. 19. května 2006 se stali klienty společnosti Tomáš Rosen a Petr Doležal, pro které KEY INVESTMENT obratem od skupiny ENIC nakoupila 61 % podíl v akciové společnosti SK Slavia Praha - fotbal.
18. dubna 2007 se členkou představenstva stala Alena Štorkanová, která dříve působila jako ředitelka české organizační složky společnosti Key Oak a rovněž jak členka dozorčí rady leasingové společnosti Borsay, kterou Key Oak vlastnila. Od 1. října 2007 média informovala o sedmnáctimilionové půjčce, kterou měla slovenská pobočka KEY INVESTMENT poskytnout bývalému premiérovi Stanislavu Grossovi na nákup akcií Moravie Energo. Ve stejném týdnu, 5. října 2007, schválila valná hromada navýšení základního kapitálu započtením pohledávky společnosti Efficient Investments Ltd. ve výši 20 milionů korun. K navýšení nakonec nedošlo, Efficient Investments svůj 31 % podíl počátkem následujícího roku prodala.
31. ledna 2008 porušila KEY INVESTMENT smlouvu se skupinou ENIC a navýšila základní kapitál akciové společnosti SK Slavia Praha - fotbal na více než dvojnásobek původní hodnoty. Předmětem vkladu se stala teoretická suma maximálního pojistného plnění z životních pojistek fotbalistů Slavie. Znalec Otto Šmída od maximálního pojistného plnění ve výši 294 milionů korun odečetl pojistné 5 milionů korun a po vynásobení koeficientem 1,16425 dospěl k částce 618 milionů korun.
4. března 2009 společnost uzavřela s MČ Praha 10 smlouvu o obhospodařování investičních nástrojů. 6. května 2010 společnost obdobnou smlouvu s MČ Praha 13.
Do portfolií HZZP a městských částí Praha 6, Praha 10 a Praha 13 byly za stamiliony korun nakoupeny nelikvidní nekotované nezajištěné dluhopisy tehdejšího majitele slávistického fotbalového stadionu E Side Property, holdingu Via Chem Group údajně ovládaného Petrem Sisákem a leasingové společnosti Borsay. V případě Prahy 10 se ztráta odhaduje na 90 milionů korun. Společnosti Via Chem Group, E Side Property a Borsay v minulosti získaly rating od slovenské European Rating Agency. V únoru 2011 informovala média o problémech Key Investment se správou klientských portfolií. Sokolovská uhelná na KI podala žalobu, MČ Praha 6 se marně snažila získat investované peníze zpět a opoziční zastupitel Ivan Mašek (TOP 09) ostře kritizoval bývalého starostu Tomáše Chalupu (ODS). V březnu 2011 byla provedena exekuce, při které byl postižen obchodní podíl v dceřiné společnosti DEPOZITNÍ CENTRUM. Jejím novým vlastníkem se stala společnost Artesa Capital podnikatele Bohumila Koutníka. Na valné hromadě konané 29. června 2011 hlasovali akcionáři vlastnící 55 % základního kapitálu společnosti (Jefferson Ventures Management LLC, Jaromír Florián a Daniel Brzkovský).
29. června 2012 podala společnost u Městského soudu v Praze návrh na vlastní insolvenci.
Majetek firmy je údajně prakticky nulový a majitel firmy Daniel Brzkovský uzavřel i kancelář na Václavském náměstí.